# Batoți, Mehedinți
Batoți este un sat în comuna Devesel din județul Mehedinți, Oltenia, România.